# Петренко Максим
Макси́м Петре́нко (7 січня 1978, Луганськ — 14 жовтня 2024, біля Торецька) — український скелелаз. Дворазовий переможець молодіжних чемпіонатів світу. Бронзовий призер чемпіонату світу для дорослих.

## Біографічні дані
Максим Петренко народився в сім'ї спортсменів-скелелазів і вже змалку привчався до цього виду спорту, їздив з батьками в гори, зокрема в Успенку, Зуївку, на Памір і Кавказ. Спершу пробував себе в гімнастиці та футболі, а 1989 року почав відвідувати дитячу секцію скелелазання, створену при клубі альпіністів і скелелазів. У великому спорті — з 1990 року, коли Максим виграв Кубок дружби в Бахчисараї. Того самого року він став кандидатом у майстри спорту, а у 1994-му виконав норматив майстра спорту на штучному тренажері. Успішно виступав на багатьох міжнародних змаганнях. Двічі (1996 і 1997 роки) перемагав на молодіжних першостях світу. 1999 року Максим Петренко посів третє місце на чемпіонаті світу для дорослих у дисципліні «Трудність», ставши першим (на 2024 рік — єдиним) українцем, що здобув медаль на таких чемпіонатах. У 2004-му посів четверте місце у світовому рейтингу спортсменів-скелелазів. Петренко виступав у дисципліні «Трудність», долав складні маршрути в категоріях «Онсайт 8а+» та «Ред пойнт 8с+».
2007 року Максим Петренко закінчив курси підготовників трас у Швейцарії й деякий час працював за цим фахом. Одружившись, став працювати промисловим альпіністом. У 2013-му Петренко готував скелелазні траси для збірної Росії. 2014 року, коли почалися воєнні дії в Україні, він виїхав у Європу.
Максим Петренко воював у складі ЗСУ. 14 жовтня 2024 року він загинув під Торецьком — внаслідок мінометного обстрілу з боку російської армії.

## Спортивна кар'єра

### Змагання для молоді
- 1990 — 1 місце, Кубок дружби (Бахчисарай)
- 1991 — 8 місце, чемпіонат Європи для юнаків (Швейцарія)
- 1994 — 2 місце, молодіжний чемпіонат світу (Німеччина)[2]
- 1996 — 1 місце, молодіжний чемпіонат світу (Москва)
- 1997 — 1 місце, молодіжний чемпіонат світу (Імст, Австрія)
- 1997 — 1 місце, Кубок Європи (Чехія)

### Змагання для дорослих
- 1999 — 3 місце, чемпіонат світу (Бірмінгем)
- 2000 — 2 місце, Кубок світу (Шамоні)
- 2000 — 4 місце, Кубок світу (Лекко, Італія)
- 2000 — 1 місце, міжнародні змагання Salewa Master (Німеччина)
- 2001 — 2 місце, міжнародні змагання Salewa Master (Німеччина)
- 2001 — 4 місце, Кубок світу (Куала-Лумпур)
- 2001 — 3 місце, Кубок світу (Крань
- 2002 — 6 місце, міжнародні змагання Goldfinger (Бельгія)
- 2002 — 4 місце, чемпіонат Європи (Шамоні)

### Рейтинг
- 2000 — 6 місце
- 2001 — 7 місце
- 2004 — 4 місце